# Cal Provençal
Cal Provençal és una masia de Santa Cristina d'Aro (Baix Empordà) inclosa a l'Inventari del Patrimoni Arquitectònic de Catalunya.

## Descripció
Masia d'un sol cos i originàriament de tipus basilical, amb tres crugies paral·leles de la qual la central era la més alta. Una de les crugies l'ha perdut, quedant reduïda a un terç de la seva capacitat. La teulada, a doble vessant, és distribuïda en nivells diferents i el carener és disposat perpendicular a la façana principal. El portal principal és adovellat d'arc de mig punt i es troba força ben conservat. Les finestres són allindades i amb ampits de pedra, fora de les superiors del cos central, d'arcs rebaixats sostinguts per un pilar quadrangular. Els murs són fets de maçoneria i reforçats als angles per carreus grossos ben tallats.
Durant molt de temps es va trobar abandonada, però fa uns anys va ser restaurada per a tornar a ser usada com a habitatge.